# Tiffany Productions

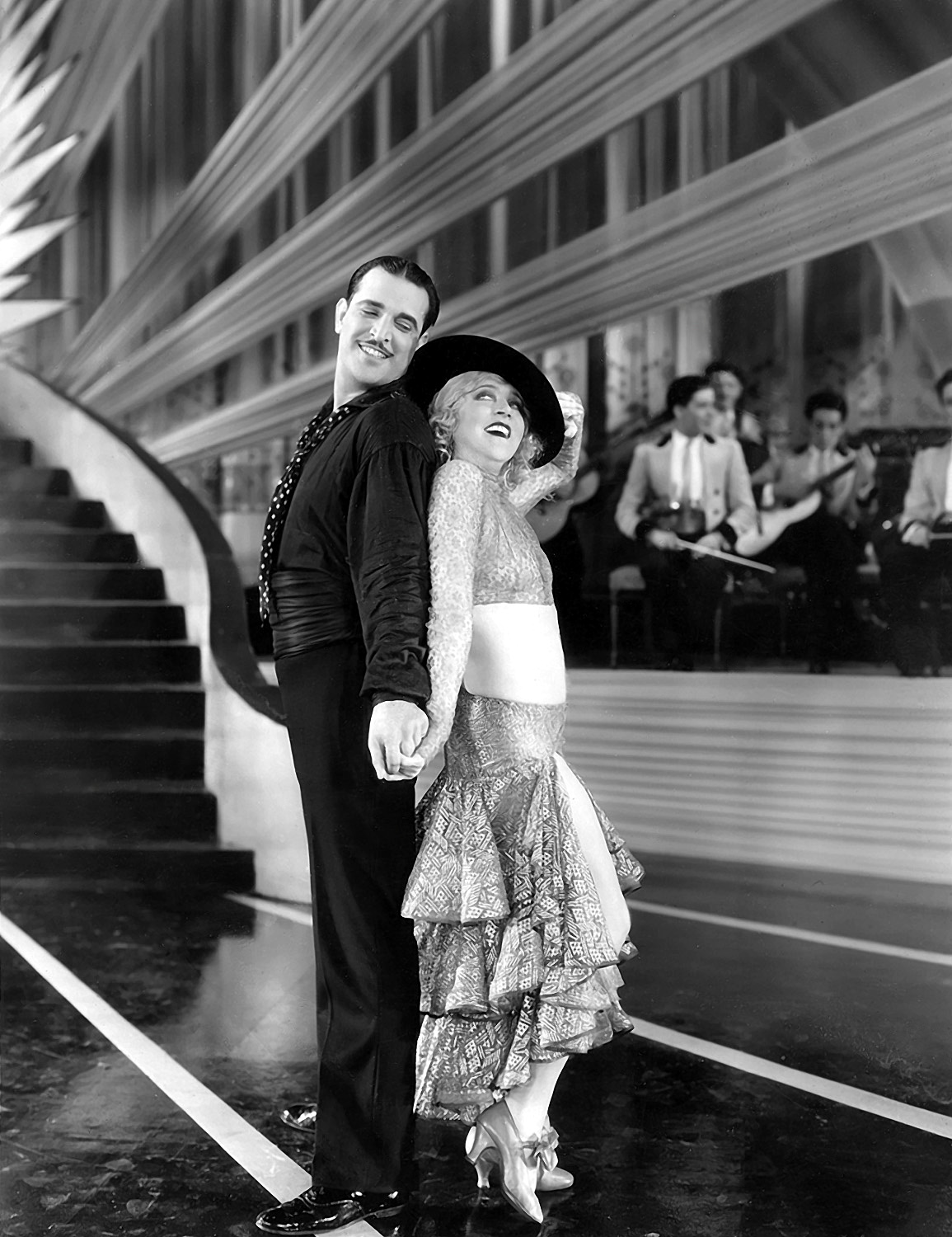
Mae Murray & Edmund Lowe in Peacock Alley, il primo film prodotto dalla Tiffany

La Tiffany Productions, conosciuta per un periodo anche con il nome di Tiffany-Stahl Productions, è stata una casa di produzione cinematografica statunitense attiva a Hollywood dal 1921 al 1932.

## Storia
La Tiffany Productions fu fondata nel 1921 dall'attrice Mae Murray, da suo marito, il regista Robert Z. Leonard e da Maurice H. Hoffman. La compagnia produsse otto pellicole, tutte distribuite attraverso la MGM. Nel 1925, la diva e il regista divorziarono, mettendo fine alla loro società.
La compagnia, con un nuovo assetto societario, riprese le sue attività nel 1925, producendo Souls for Sables, suo primo film, interpretato da Claire Windsor e Eugene O'Brien.  La nuova Tiffany distribuì settanta film, sia muti che parlati, venti dei quali erano western.
Per produrre i suoi film, la Tiffany acquisì nel 1927 gli studi della Reliance-Majestic, situati a Los Angeles al 4516 di Sunset Boulevard.
Dal 1927 al 1930, la compagnia venne diretta dal regista John M. Stahl che le diede il nome di Tiffany-Stahl Productions. Capo della casa di produzione era Phil Goldstone insieme al suo vicepresidente Maurice H. Hoffman che, più tardi, sarebbe diventato il presidente della Liberty Films fusa poi con la Republic Pictures.

## Registi
I registi che lavorarono per la compagnia furono: 
Oscar Apfel, Robert Florey, Louis J. Gasnier, Phil Goldstone, Phil Rosen, Norman Taurog, Richard Thorpe, James Whale

## Attori
Attrici e attori della Tiffany: 
Belle Bennett, Montagu Love, Mae Murray, Jason Robards Sr., Tom Santschi, Dorothy Sebastian, Sôjin, Pauline Starke, Anita Stewart, Claire Windsor, Anna May Wong

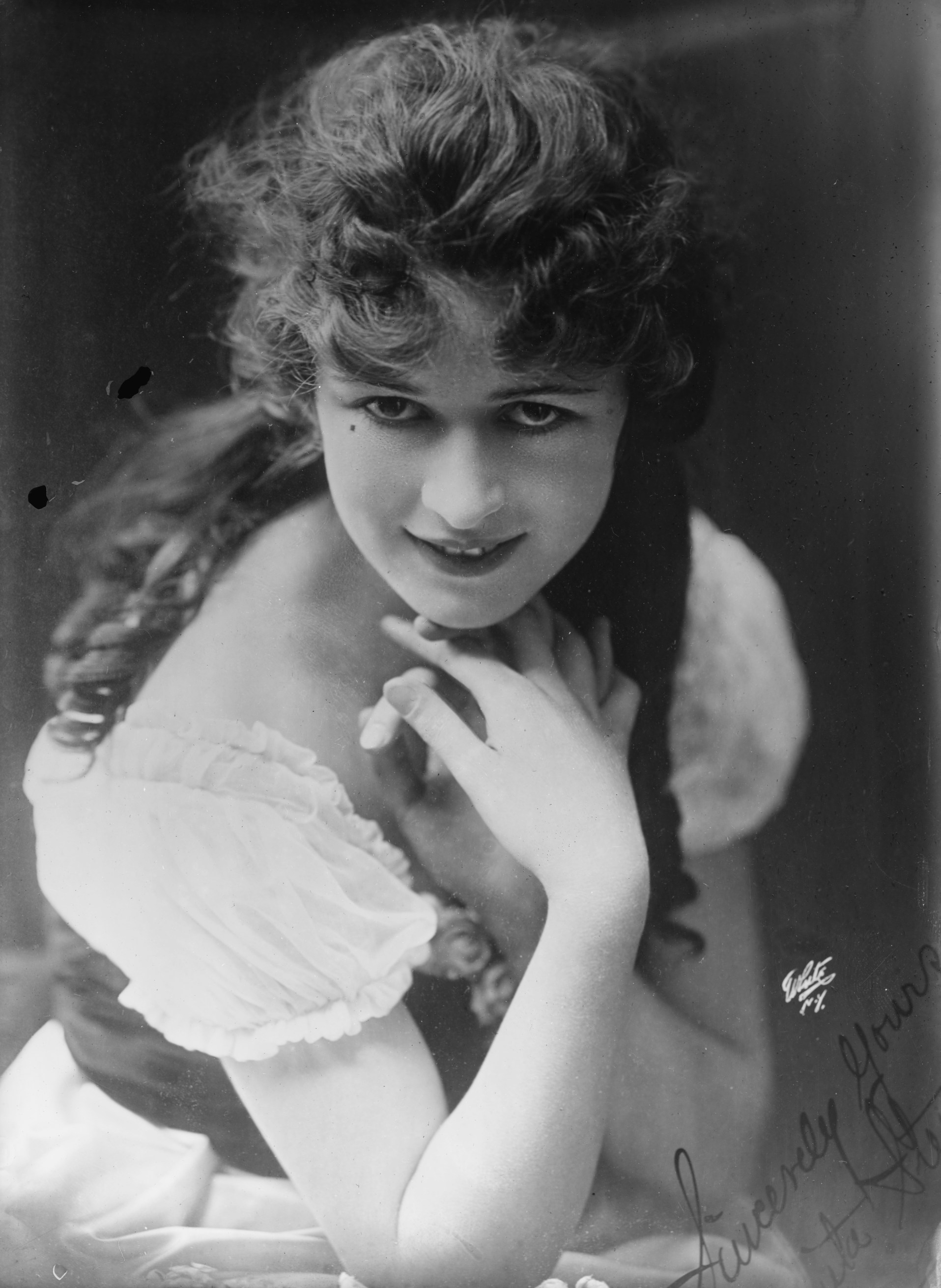
Anita Stewart
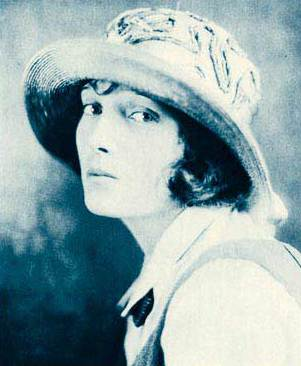
Pauline Starke (1924)
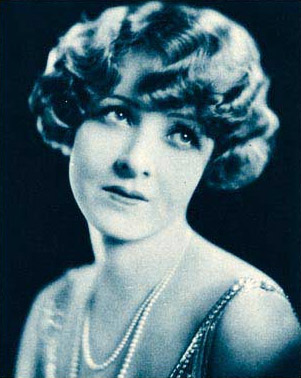
Claire Windsor (1924)
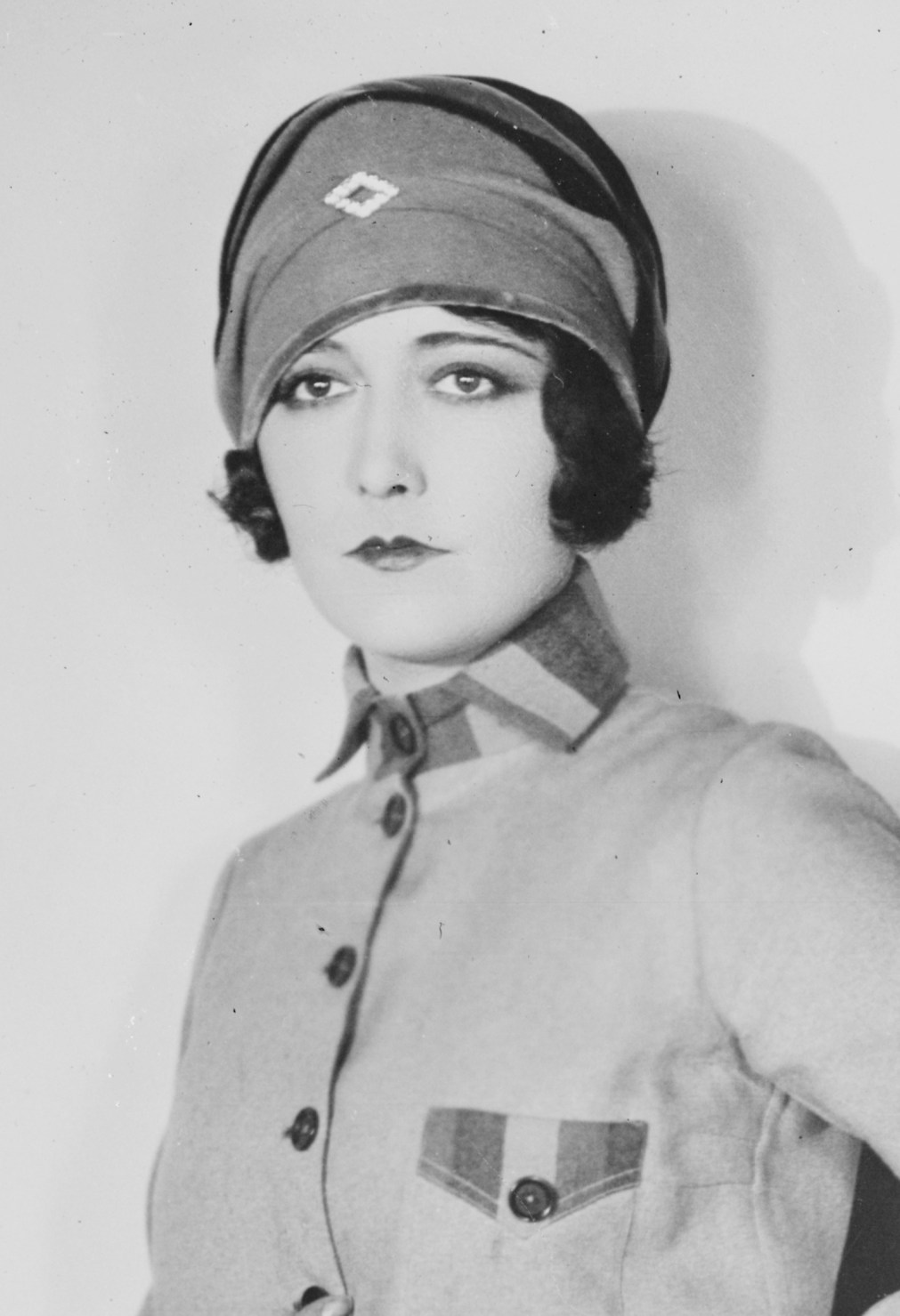
Dorothy Sebastian (1927)
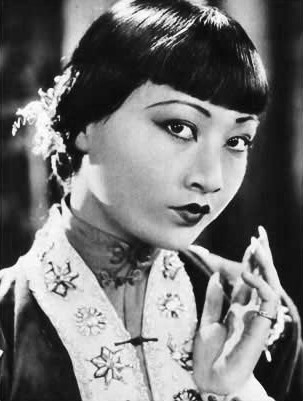
Anna May Wong (1930)
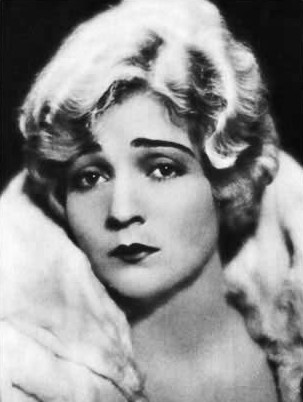
Belle Bennett (1930)

## Filmografia

### Produzione
- Miss Gloria balla la danza del pavone (Peacock Alley), regia di Robert Z. Leonard (1922)
- L'incantesimo del piacere (Fascination), regia di Robert Z. Leonard (1922)
- La rosa di Broadway (Broadway Rose), regia di Robert Z. Leonard (1922)
- Jazzmania, regia di Robert Z. Leonard (1923)
- The French Doll, regia di Robert Z. Leonard (1923)
- Gran mondo (Fashion Row), regia di Robert Z. Leonard (1923)
- Mademoiselle Midnight, regia di Robert Z. Leonard (1924)
- Circe, the Enchantress, regia di Robert Z. Leonard (1924)
- The Sporting Chance, regia di Oscar Apfel (1925)
- Souls for Sables, regia di James C. McKay (1925)
- Morals for Men, regia di Bernard H. Hyman (1925)
- Borrowed Finery, regia di Oscar Apfel  (1925)
- Pleasures of the Rich, regia di Louis J. Gasnier  (1926)
- Out of the Storm, regia di Louis J. Gasnier (1926)
- Morganson's Finish, regia di Fred Windemere  (1926)
- The Lodge in the Wilderness, regia di Henry McCarty (1926)
- Fools of Fashion, regia di James C. McKay  (1926)
- That Model from Paris, regia di Louis J. Gasnier (1926)
- College Days, regia di Richard Thorpe (1926)
- Sin Cargo, regia di Louis J. Gasnier  (1926)
- Josselyn's Wife, regia di Richard Thorpe (1926)
- Redheads Preferred, regia di Allen Dale  (1926)
- The First Night, regia di Richard Thorpe  (1927)
- One Hour of Love, regia di Robert Florey  (1927)
- Husband Hunters, regia di John G. Adolfi  (1927)
- Cheaters, regia di Oscar Apfel  (1927)
- The Broken Gate, regia di James C. McKay (1927)
- The Princess from Hoboken, regia di Allen Dale  (1927)
- The Enchanted Island, regia di William G. Crosby (1927)
- Backstage, regia di Phil Goldstone  (1927)
- The Beauty Shoppers, regia di Louis J. Gasnier  (1927)
- Snowbound, regia di Phil Goldstone  (1927)
- The Tired Business Man, regia di Allen Dale  (1927)
- Lightning, regia di James C. McKay  (1927)
- Roaming the Emerald Isle with Will Rogers, regia di Carl Stearns Clancy  (1927)
- The Girl from Gay Paree, regia di Phil Goldstone e Arthur Gregor  (1927)
- Women's Wares, regia di Arthur Gregor  (1927)
- Once and Forever, regia di Phil Goldstone (1927)
- Night Life, regia di George Archainbaud  (1927)
- The Tragedy of Youth, regia di George Archainbaud (1928)
- Lost at Sea, regia di Louis J. Gasnier  (1928)
- Viennese Melody  (1929)
- The Cossack's Bride, regia di Aubrey Scotto  (1929)
- The Voice Within, regia di George Archainbaud  (1929)
- Border Romance, regia di Richard Thorpe  (1929)
- Slave Days, regia di Randolph Forbes  (1930)
- Peacock Alley, regia di Marcel De Sano  (1930)
- Troopers Three, regia di B. Reeves Eason e Norman Taurog  (1930)
- Il serpente bianco, regia di Albert S. Rogell  (1930)
- The Swellhead, regia di James Flood  (1930)
- Journey's End, regia di James Whale  (1930)
- Sunny Skies, regia di Norman Taurog  (1930)
- Near the Rainbow's End, regia di J.P. McGowan  (1930)
- The Medicine Man, regia di Scott Pembroke  (1930)
- Hot Curves, regia di Norman Taurog  (1930)
- L'isola del paradiso (Paradise Island), regia di Bert Glennon (1930)
- Wings of Adventure, regia di Richard Thorpe   (1930)
- The Oklahoma Cyclone, regia di John P. McCarthy   (1930)
- The Thoroughbred, regia di Richard Thorpe   (1930)
- Borrowed Wives, regia di Frank R. Strayer   (1930)
- Under Montana Skies, regia di Richard Thorpe   (1930)
- Extravagance, regia di Phil Rosen   (1930)
- Just like Heaven, regia di Roy William Neill   (1930)
- The Utah Kid, regia di Richard Thorpe (1930)
- The Third Alarm, regia di Emory Johnson (1930)
- L'inafferrabile (Fighting Thru; or, California in 1878), regia di William Nigh   (1930)
- Voice of Hollywood  (1931)
- The Voice of Hollywood No. 7 (Second Series)  (1931)
- Africa Squawks  (1931)
- Caught Cheating, regia di Frank R. Strayer  (1931)
- The Single Sin, regia di William Nigh (1931)
- The Drums of Jeopardy, regia di George B. Seitz (1931)
- Aloha, regia di Albert S. Rogell (1931)
- L'antro della morte (The Two Gun Man), regia di Phil Rosen (1931)
- The Ridin' Fool, regia di John P. McCarthy (1931)
- I banditi del fiume rosso (Alias: The Bad Man), regia di Phil Rosen (1931)
- Murder at Midnight, regia di Frank R. Strayer (1931)
- Arizona Terror, regia di Phil Rosen (1931)
- The Nevada Buckaroo, regia di John P. McCarthy (1931)
- Leftover Ladies, regia di Erle C. Kenton (1931)
- Il passo del lupo (Range Law), regia di Phil Rosen (1931)
- Morals for Women, regia di Mort Blumenstock (1931)
- Branded Men, regia di Phil Rosen (1931)
- Solo contro tutti (The Pocatello Kid), regia di Phil Rosen (1931)
- X Marks the Spot, regia di Erle C. Kenton (1931)
- La fattoria maledetta (Sunset Trail), regia di B. Reeves Eason (1932)
- Lo sceriffo (Texas Gun Fighter), regia di Phil Rosen (1932)
- Hotel Continental, regia di Christy Cabanne (1932)
- Il cavaliere della prateria (Whistlin' Dan), regia di Phil Rosen (1932)
- Lena Rivers, regia di Phil Rosen (1932)
- Strangers of the Evening, regia di H. Bruce Humberstone (1932)
- The Man Called Back, regia di Robert Florey (1932)